# HD 59686
HD 59686 é uma estrela na constelação de Gemini. Tem uma magnitude aparente de 5,45, sendo visível a olho nu em boas condições de visualização. Com base em sua paralaxe de 10,32 milissegundos de arco, está a aproximadamente 316 anos-luz (97 parsecs) da Terra. É uma estrela de classe K com uma classificação estelar de K2 III, o que significa que é uma estrela gigante evoluída que já consumiu todo o hidrogênio de seu núcleo. Seu raio é 11,62 vezes maior que o do Sol.
Em 2003, foi descoberto pelo método da velocidade radial um planeta extrassolar orbitando HD 59686. Esse planeta é provavelmente um gigante gasoso com uma massa mínima de 5,25 vezes a massa de Júpiter. Orbita a estrela a uma distância média de 0,911 UA a cada 303 dias.
| Planeta | Massa    | Semieixo maior (UA) | Período orbital (dias) | Excentricidade |
| ------- | -------- | ------------------- | ---------------------- | -------------- |
| b       | >5,25 MJ | 0,911               | 303                    | —              |